# Ізмайловський лейб-гвардії полк

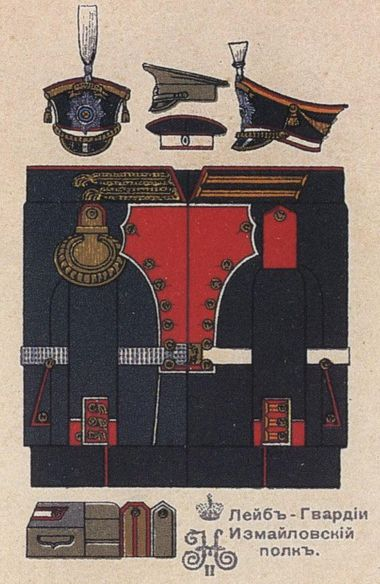
Парадна форма полку, 1910

Лейб-гвардії Ізмайловський полк — піхотний полк Російської імператорської гвардії. З 1813 входив до складу 1-ї гвардійської піхотної дивізії.
По старшинству був третім піхотним полком російської гвардії і завдячує своє існування імператриці Анні Йоанівні.

## Історія
Сформований у Москві 22 вересня 1730 року. Рядових було обрано з української ландміліції, а офіцери й унтер-офіцери з армійських полків Київської губернії. Полк заснований за часів постійних переворотів, за указом Ганни Йоанівни, мав стати своєрідною противагою «старій» імператорській гвардії, котра вирізнялася недоброзичливим ставленням до імператриці та її посібників.
Полковником і шефом нового гвардійського полку був призначений генерал-ад'ютант, обер-шталмейстер граф Карл Левенвольде; йому доручалось набрати офіцерів.
17 березня 1800 року полк названо лейб-гвардії Його Імператорської Високості Костянтина Павловича, а 28 травня того ж року — лейб-гвардії Його Імператорської Високості Миколи Павловича полком.
14 березня 1801 року йому повернено назву лейб-гвардії Ізмайловський.
Знаки розрізнення:
1. Полковий прапор — георгіївський, з написом: «За відзнаку при ураженні та вигнанні неприятеля з меж Росії 1812 р.», з андріївською ювілейною стрічкою.
2. Дві георгіївські труби, з написом: «За відзнаку, виявлену в битві під Кульмом, 17 серпня 1813 р.»
3. Дві срібні труби, подаровані імператрицею Анною Йоанівною за взяття Очакова, 1737 року.
4. Знаки на шапки з написом: «За Гірський Дубняк, 12 жовтня 1877 р.»

## Шефи полку

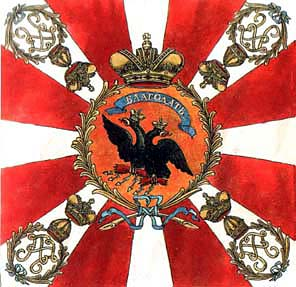
Кольоровий прапор лейб-гвардії Ізмайловського полку зразка 1799

- 22.09.1730 — 30.04.1735 — генерал-ад'ютант, генерал-поручик граф фон Карл Густав Левенвольде
- 30.04.1735 — 17.10.1740 — імператриця Анна Йоанівна
- 10.11.1740 — 25.11.1741 — імператор Йоан Антонович
- 25.11.1741 — 25.12.1761 — імператриця Єлизавета Петрівна
- 25.12.1761 — 28.06.1762 — імператор Петро III
- 28.06.1762 — 06.11.1796 — імператриця Катерина II
- 07.11.1796 — 10.11.1796 — імператор Павло I
- 07.11.1796 — 28.05.1800 — великий князь цісаревич Костянтин Павлович
- 28.05.1800 — 18.02.1855 — великий князь Микола Павлович (з 14.12.1825 року — імператор Микола I)

## Командири полку

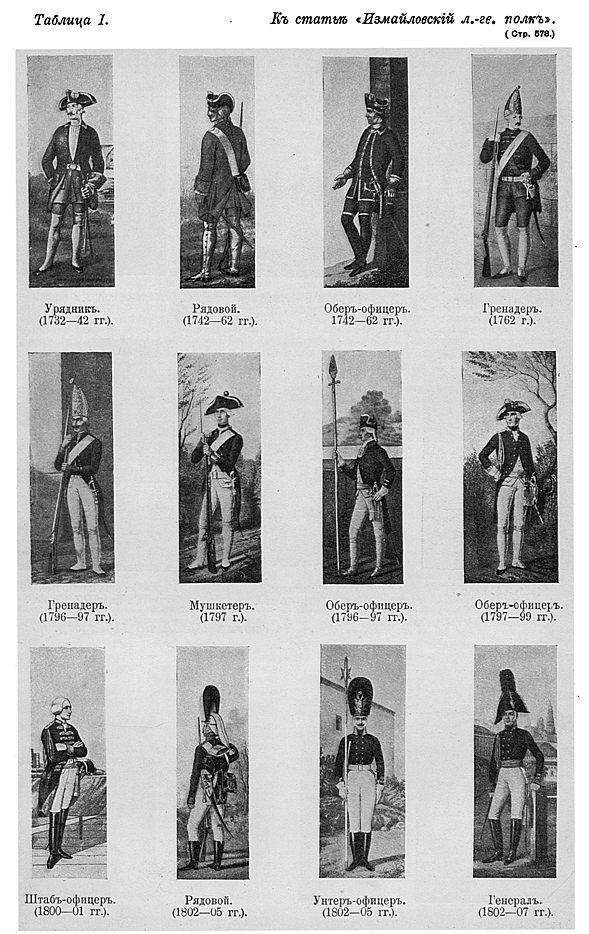
Ізмайловський лейб-гвардії полк

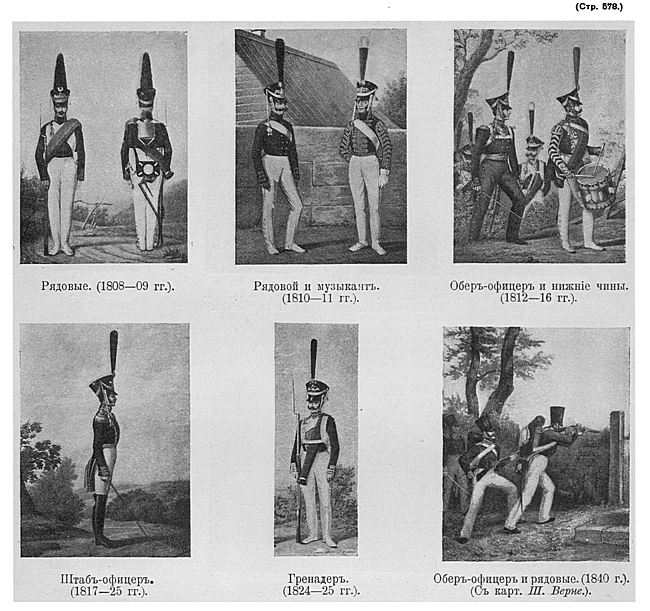
Ізмайловський лейб-гвардії полк

- 11.10.1730 — 24.07.1748 — підполковник і генерал-аншеф Кейт Джеймс
- 12.12.1734 — 09.11.1740 — підполковник і генерал-аншеф Густав Бірон
- 10.11.1740 — 12.10.1745 — підполковник і генерал-фельдмаршал ландграф Гессен-Гомбурзький Людвіг Вільгельм
- 01.01.1748 — 14.03.1753 — підполковник і генерал-лейтенант Йосиф Гампф
- 05.09.1748 — 15.11.1796 — генерал-ад'ютант, підполковник (9-28.06.1762 полковник) і генерал-фельдмаршал граф Розумовський Кирило Григорович
- 11.06.1763 — 05.04.1768 — підполковник і генерал-аншеф Суворов Василь Іванович
- 21.04.1774 — ? — підполковник і генерал-аншеф Бібіков Олександр Ілліч (отримав звання підполковника після смерті 9.04.1774)
- 25.03.1775 — 15.11.1796 — підполковник і генерал-фельдмаршал князь Репнін Микола Васильович
- 07.11.1796 — 08.02.1798 — генерал-лейтенант Арбенєв Іосаф Ієвлевич (завідувач)
- 02.1798 — 03.07.1798 — генерал-лейтенант Борщов Сергій Семенович (завідувач)
- 03.06.1799 — 28.01.1808 — генерал-майор (з 22.01.1800 генерал-лейтенант) Малютін Петро Федорович
- 28.01.1808 — 29.10.1811 — генерал-майор Башуцький Павло Якович
- 29.10.1811 — 30.08.1818 — полковник (з 21.11.1812 генерал-лейтенант) Храповицький Матвій Євграфович
- 30.08.1818 — 30.11.1821 — генерал-майор Стрекалов Степан Степанович
- 30.11.1821 — 14.03.1825 — генерал-майор Мартинов Павло Петрович 1-й
- 14.03.1825 — 20.05.1826 — полковник Симанський Лука Олександрович
- 20.05.1826 — 14.05.1833 — генерал-майор, пізніше генерал-лейтенант Анненков Микола Петрович 1-й
- 14.05.1833 — 29.03.1836 — генерал-майор Тімрот Олександр Іванович
- 29.03.1836 — 25.12.1837 — генерал-майор Анненков Микола Миколайович 3-й
- 25.12.1837 — 31.10.1847 — генерал-майор Степанов Семен Петрович 1-й
- 31.10.1847 — 06.12.1849 — генерал-майор, пізніше генерал-лейтенант Ігнатьєв Ардальйон Дмитрович
- 06.12.1849 — 31.12.1854 — генерал-майор Козлов Олександр Павлович
- 26.01.1855 — 24.04.1859 — генерал-майор Свити Кушелєв Сергій Єгорович
- 24.04.1859 — 09.09.1862 — генерал-майор Дрентельн Олександр Романович
- 09.09.1862 — 14.12.1868 — генерал-майор Свити Рейбніц Костянтин Карлович
- 14.12.1868 — 21.04.1876 — генерал-майор Гельфрейх Олександр Богданович
- 17.04.1876 — 29.12.1877 — генерал-майор Елліс Микола Веніамінович
- 29.12.1877 — 12.02.1890 — генерал-майор Маклаков Георгій Костянтинович
- 12.02.1890 — 30.01.1893 — генерал-майор Васмунд Георгій Робертович
- 30.01.1893 — 21.05.1898 — генерал-майор Євреїнов Олександр Олександрович
- 21.05.1898 — 27.08.1900 — генерал-майор Павловський Микола Акімович
- 27.08.1900 — 16.07.1904 — генерал-майор Єліта фон Вольський Костянтин Адольфович
- 16.07.1904 — 11.02.1908 — генерал-майор Порецький Олександр Миколайович
- 11.02.1908 — 24.12.1913 — генерал-майор Киселевський Микола Михайлович
- 24.12.1913 — 18.05.1915 — генерал-майор Круглевський Василь Олександрович
- 19.05.1915 — 14.07.1916 — полковник (з 07.07.1916 генерал-майор) Геруа Борис Володимирович
- 14.07.1916 — 28.04.1917 — генерал-майор Шиллінг Микола Миколайович
- 28.04.1917 — 25.09.1917 — полковник Веденяпін Петро Олександрович
- 25.09.1917 — 18.12.1917 — полковник Соколов Володимир Корнилович

## Відомі люди, які служили в полку
- Баранов Павло Трофимович — граф, генерал-майор, тверський губернатор.
- Баранов Едуард Трофимович — граф, генерал від інфантерії, член Державної ради, один з авторів «Загального статуту російських залізниць», сподвижник імператора Олександра II.
- Булатов Михайло Леонтійович — генерал-губернатор, герой війн Катерини з Туреччиною, воєначальник за часів російсько-шведської війни 1808–1809 рр. і в добу Наполеонівських війн.
- Вольф Микола Іванович — генерал-лейтенант, учасник Кавказької війни.
- Козлов Олександр Олександрович — генерал від кавалерії, генерал-ад'ютант, у різні часи Петербурзький градоначальник, Московський градоначальник.